# اکسید پرازئودیمیم (III)
اکسید پرازئودیمیم(III) (به انگلیسی: Praseodymium(III) oxide) با فرمول شیمیایی Pr۲O۳ یک ترکیب شیمیایی است. که جرم مولی آن ۳۲۹٫۸۱۳ g/mol می‌باشد. شکل ظاهری این ترکیب، بلورهای جامد سبز است.